# 18 ق هـ
18 ق هـ هي السنة الثامنة عشرة السابقة للهجرة النبوية، وهي توافق ما بين سنتي 604 و605 حسب التقويم الميلادي، أي أنها بدأت في سنة 604م وانتهت في سنة 605م.

## أحداث
- اكتمال بناء الكعبة ووضع النبي محمد ﷺ الحجر الأسود في موضعه.[4]

## مواليد
- أم كلثوم بنت النبي محمدﷺ.
- أوزوالد، أحد ملوك أوروبا.
- عائشة بنت ابي بكر.
- فاطمة الزهراء.

## وفيات
- حجل بن عبد المطلب أحد أعمام النبي محمد ﷺ .
- عتيبة بن الحارث التميمي من فرسان العرب المشهورين قبل الإسلام.
- البابا غريغوريوس الأول
- الإمبراطور وين.